# Lukovec (Apajkeresztúr)
Lukovec falu Horvátországban Kapronca-Kőrös megyében. Közigazgatásilag Apajkeresztúrhoz tartozik.

## Fekvése
Kaproncától 12 km-re, községközpontjától 3 km-re északnyugatra, a Kemléki-hegység lejtőjén  fekszik.

## Népessége
| 2021 | 32 |

## Története
1869-ben 30, 1910-ben 87 lakosa volt. A trianoni békeszerződésig Varasd vármegye Ludbregi járásához tartozott. 2001-ben 48 lakosa volt.

## Külső hivatkozások
Rasinja község hivatalos oldala